# John Wright (inventeur)
Pour les articles homonymes, voir John Wright et Wright.
John Wright était un chirurgien originaire de Birmingham, en Angleterre. Il mit au point le procédé de galvanoplastie en utilisant du cyanure de potassium. Ce procédé est industrialisé en 1840 par Wright en association avec George Richards Elkington (en).